# 777 Gutemberga
777 Gutemberga је астероид са пречником од приближно 65,57 .
Афел астероида је на удаљености од 3,570 астрономских јединица (АЈ) од Сунца, а перихел на 2,900 АЈ.
Ексцентрицитет орбите износи 0,103, инклинација (нагиб) орбите у односу на раван еклиптике 12,933 степени, а орбитални период износи 2125,758 дана (5,820 година).
Апсолутна магнитуда астероида је 9,80 а геометријски албедо 0,049.
Астероид је откривен 24. јануара 1914. године.